# 辩护
處在法規或英美法系下的民事或刑事檢控程序之中時，被告及其辩护人可以做出辩护（英語：或Defence），以避免承擔民事責任或刑事罪責。在當事人遭受訴訟或其他法律行動時，即可提出抗辯，這個行動可基於法律依據或事實聲明。
在程序過程進行之中所作辯護，除可對指控的準確性提出質疑外，被告還可以對檢察官或原告提出指控或提出辯護，進而辯解即使對被告的指控屬實，被告也不應承擔責任。當審判機構接納辯護，不僅可以減輕被告的責任，而且可以宣告被告無罪。
審判之中，檢控階段之後才是辯護階段，也就是檢方「休息」之後。辯護的其他部分，包括開庭陳詞，結案陳詞，以及訴訟期間的質證。
由於被告提出抗辯，是為直接避免承擔可能落到被告身上的法律責任，因此被告通常承擔舉證責任。例如，被控傷害罪的被告可以聲稱受到激怒挑釁，但他們需要證明案中原告的卻先做出挑釁被告的行為。

## 備註
1. ↑  延至1930年代 美式英語和英式英語都採用傳統拼寫的 "defence" 。後來美國人認為"defence" 屬於英式矯飾造作，進而轉用 "defense" 替代[1]。

## 外部鏈接
- 维基共享资源上的相關多媒體資源：辩护